# Гречников, Фёдор Васильевич
Фёдор Васильевич Гречников (род. 1948) — специалист в области металлофизики, материаловедения и технологии конструкционных материалов, академик РАН (2016).

## Биография
Родился 5 июня 1948 года в с. Новое Подлесное Куйбышевской области.
В 1973 году — окончил Куйбышевский авиационный институт.
В дальнейшем работает там же, пройдя путь от инженера до заведующего кафедрой обработки металлов давлением (с 1993 года).
С 1983 по 1988 годы — декан, с 1988 года по настоящее время — проректор по учебной работе.
В 1977 году — защитил кандидатскую диссертацию, тема: «Интенсификация процессов листовой штамповки деталей летательных аппаратов за счет создания в листах рациональной анизотропии свойств», специальность «Проектирование, конструкция и производство летательных аппаратов».
В 1991 году — присвоено учёное звание профессора.
В 1993 году — защитил докторскую диссертацию, тема: «Разработка научных основ и технологий формирования в листовых материалах эффективной анизотропии свойств».
С 1993 года — научный руководитель НИЛ «Пластическое деформирование специальных материалов» СГАУ, в 1998 году организовал и возглавил созданного на базе СГАУ Волжского филиала ИМЕТ имени А. А. Байкова РАН, а в 2000 году по его инициативе создан Тольяттинский филиал СГАУ при ОАО «АВТОВАЗ».
В 2008 году — избран членом-корреспондентом РАН от Отделения химии и наук о материалах (конструкционные материалы).
В 2016 году — избран академиком РАН.

## Научная деятельность
Ведет научные изыскания в области металлофизики, материаловедения и технологии конструкционных материалов, металлофизики и технологии формирования текстуры и анизотропии свойств при прокатке конструкционных материалов.
Разработчик варианта теории пластичности анизотропных сред с учётом параметров текстуры.
Выполнил анализ влияния текстуры и анизотропии свойств на процессы формообразования деталей и разработал комплексные технологии прокатки высокотекстурированных алюминиевых листов и лент.
Создал научную школу, в рамках которой подготовлено и защищено 5 докторских и 12 кандидатских диссертаций.
Автор свыше 450 научных работ, в том числе 12 монографий, 27 учебных пособий, 40 авторских свидетельств и патентов. Научный редактор 10 научных сборников.

### Участие в научных организациях
- Член президиума Высшей аттестационной комиссии [5]
- Первый заместитель председателя СамНЦ РАН[6]
- член Президиума Научно-технического совета при Губернаторе Самарской области (с 2014 года)[7]
- член Совета учебно-методического объединения по образованию в области авиации, ракетостроения и космоса
- председатель докторского диссертационного совета, член редколлегии журналов «Известия Самарского научного центра РАН» и «Вестник Самарского государственного аэрокосмического университета имени С. П. Королёва»

## Награды
- Орден Дружбы (2024)[8]
- Медаль ордена «За заслуги перед Отечеством» II степени (2009)[9]
- Государственная премия РФ (2003) — за разработку и внедрение научно обоснованной технологии прокатки высокотекстурованной алюминиевой ленты, модернизацию прокатного комплекса и организацию крупномасштабного производства банок под напитки
- Премия Ленинского комсомола (1981) — за комплекс разработок по интенсификации процессов холодного деформирования листовых, трубных и объёмных заготовок
- Заслуженный деятель науки РФ (1998)[10]
- Премия Минвуза СССР (1986)[4]
- Почётный знак «За труд во благо земли Самарской» (8 апреля 2016) — за значительный вклад в социально-экономическое развитие Самарской области
- Премия Губернатора Самарской области (2001)[11]